# Trận sông Piave (1918)
Trận sông Piave (15-23 tháng 6 năm 1918) hay Trận Hạ chí (Battaglia del Solstizio), Trận giữa Tháng sáu (Battaglia di Mezzo Giugno), Trận sông Piave lần thứ hai (Seconda Battaglia del Piave - trận Piave lần thứ nhất thực chất là giai đoạn cuối trong trận Caporetto trước đó) là một trận đánh giữa quân đội Ý và quân đội Áo-Hung vào cuối cuộc Chiến tranh thế giới lần thứ nhất. Đây được xem là một thắng lợi quan trọng của Ý khi quân đội nước này đã đập nát các đoàn quân Áo-Hung định vượt sông Piave và chặn đứng được đà suy sụp quân Ý sau thảm họa tại Caporetto. Chiến thắng vẻ vang này thể hiện lòng quả cảm của quân Ý quyết tâm rửa hận cho chiến bại bi đát của mình trong trận Caporetto hồi năm 1917, và cũng nhờ họ được liên quân Anh - Pháp hỗ trợ.
Ngoài ra, chiến bại ở sông Piave cũng chính là thất bại nghiêm trọng của cuộc tổng tấn công lần cuối cùng của Đế quốc Áo - Hung trong cuộc Đại chiến ở châu Âu. Không lâu sau thất bại thê lương tại sông Piave, quân Áo - Hung bị quét sạch ra khỏi vùng châu thổ sông Piave. Chiến bại thê thảm này là một trong những nguyên nhân chính dẫn đến sự sụp đổ của Đế quốc Áo - Hung.

## Bối cảnh
Với việc Đế quốc Nga tan rã và chính quyền Nga Xô viết tuyên bố rút khỏi chiến tranh năm 1917, đế quốc Áo-Hung bây giờ có thể huy động một lực lượng lớn nhằm tung vào Mặt trận Ý cũng như nhận được sự chi viện đáng kể từ đồng minh là Đế chế Đức. Hoàng đế Áo-Hung là Karl I đã đồng ý với người Đức mở một cuộc tấn công lớn nhằm loại bỏ nước Ý ra khỏi chiến tranh, hành động này cũng nhận được sự ủng hộ của Tổng tham mưu trưởng quân đội Áo-Hung Arthur Arz von Straußenburg và Tư lệnh của Cụm Tập đoàn quân Nam Tyrol là Franz Konrad von Hötzendorf (Konrad chính là cựu tham mưu trưởng Áo). Và thế là vào mùa thu năm 1917 quân Ý lãnh phải một thất bại thê lương ở Caporetto với hàng trăm nghìn binh sĩ bị bắt và đào ngũ. Tàn quân Ý buộc phải lui về phòng thủ tại phòng tuyến sông Piave trong khi liên quân Áo - Đức thì truy kích sát nút. Các nước đồng minh Anh-Pháp buộc phải vội vã gửi viện quân sang để ngăn chặn sự sụp đổ của quân đội Ý. Thảm họa Caporetto đã khiến Tổng tham mưu trưởng quân đội Ý Luigi Cadorna bị huyền chức; người thay thế ông là tướng Armando Diaz.

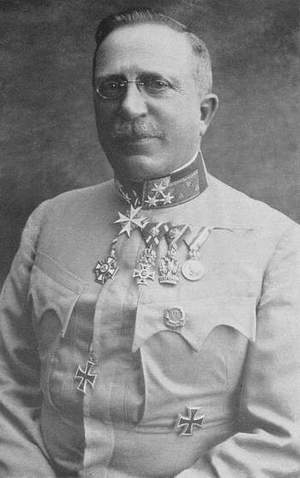
Arthur Arz von Straußenburg, Tổng tham mưu trưởng quân đội Áo-Hung.

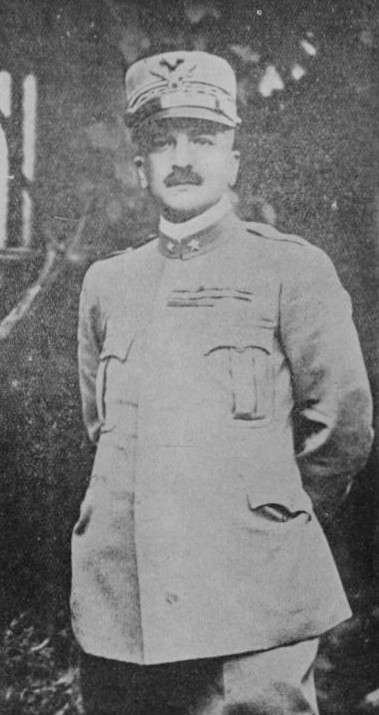
Armando Diaz, Tổng tham mưu trưởng quân đội Ý.

Quân đội Áo-Hung quyết định tiếp tục mở các đợt tấn công nhằm khai thác chiến quả đạt được ở Caporetto và tiêu diệt hoàn toàn tàn binh của người Ý. Tuy nhiên các tướng lĩnh của Áo không thống nhất về hướng tiến công. Konrad muốn mở đợt tấn công vào khu vực dãy Anpơ thuộc Nam Tyrol hướng về bình nguyên Asiago, và Vicenza. Còn tướng Svetozar Boroević von Bojna thì muốn đánh trực diện vào phòng tuyến sông Piave. Về phía mình, Tổng tham mưu trưởng Straußenburg ưu tiên nhiều hơn vào hướng tấn công ở phía Tây mặt trận Ý (khu vực "Giudicarie") dẫn tới Brescia. Bản thân Konrad và Boroević không ưa nhau và đều bảo vệ quyết liệt ý kiến của mình, điều này khiến Straußenburg và hoàng đế Áo cảm thấy khó khăn khi phải lựa chọn theo ai. Kết quả là quân Áo-Hung được chia đều cho hai vị tướng cứng đầu, chỉ đề lại một lực lượng nhỏ nghi binh ở khu vực Giudicarie. Việc chuẩn bị tấn công bắt đầu vào tháng 2 năm 1918 sau cuộc họp của các tướng lĩnh cấp cao của Đức và Áo tại Bolzano. Tuy nhiên, bắt nguồn từ những nỗ lực mở một đột phá khẩu qua đỉnh Grappa sau đó, người Áo không mở các mũi tấn công với mật độ cao trên một chính diện hẹp như ở chiến thắng Caporetto, thay vào đó toàn bộ quân lực sẽ tổng tấn công toàn diện trên khắp mặt trận bằng các đòn đánh vỗ mặt. Quân đội Áo-Hung lần này được huấn luyện để thực thi chiến thuật mới do quân Đức áp dụng thành công trong Chiến dịch Mùa xuân 1918 tại mặt trận Pháp-Đức; bản thân các sĩ quan Áo-Hung được gọi từ các mặt trận khác đến miền Bắc Ý cũng từng được huấn luyện kỹ lưỡng chung với các đồng nghiệp Đức.
Người Ý cũng không ngồi yên: sau khi nghiên cứu kỹ về tai họa xảy ra ở Caporetto, Armando Diaz và các cộng sự đã kết luận rằng vấn đề chiến thuật chủ yếu của quân Ý chính là sự thiếu linh hoạt của các đơn vị gây ra bởi các một triết lý phòng thủ quá cứng nhắc và sự tập trung quá đáng của hệ thống chỉ huy; đồng thời tuyến phòng ngự của quân Ý cũng thiếu chiều sâu cần thiết dẫn đến việc các binh sĩ bị nhồi nhét quá mức ở tuyến đầu và sẽ lãnh đủ mọi thứ đạn pháo do quân địch chụp lên. Như vậy, những thay đổi trong quân đội Ý đã dẫn đến sự loại bỏ hệ thống chiến hào kéo dài liên tục trên chiến trường và sự phát triển của hệ thống phòng thủ cơ động cao trong đó các đơn vị nhỏ có thể di chuyển tự do giữa hai cứ điểm cho phép và được quyền độc lập trong việc quyết định rút lui, phản kích hay gọi pháo binh hỗ trợ. Thêm vào đó, quân đội Ý cũng tổ chức một lực lượng dự bị mạnh bao gồm 13 sư đoàn và 6 nghìn xe vận tải, sẵn sàng được tung vào mặt trận khi cần thiết.

## Diễn biến

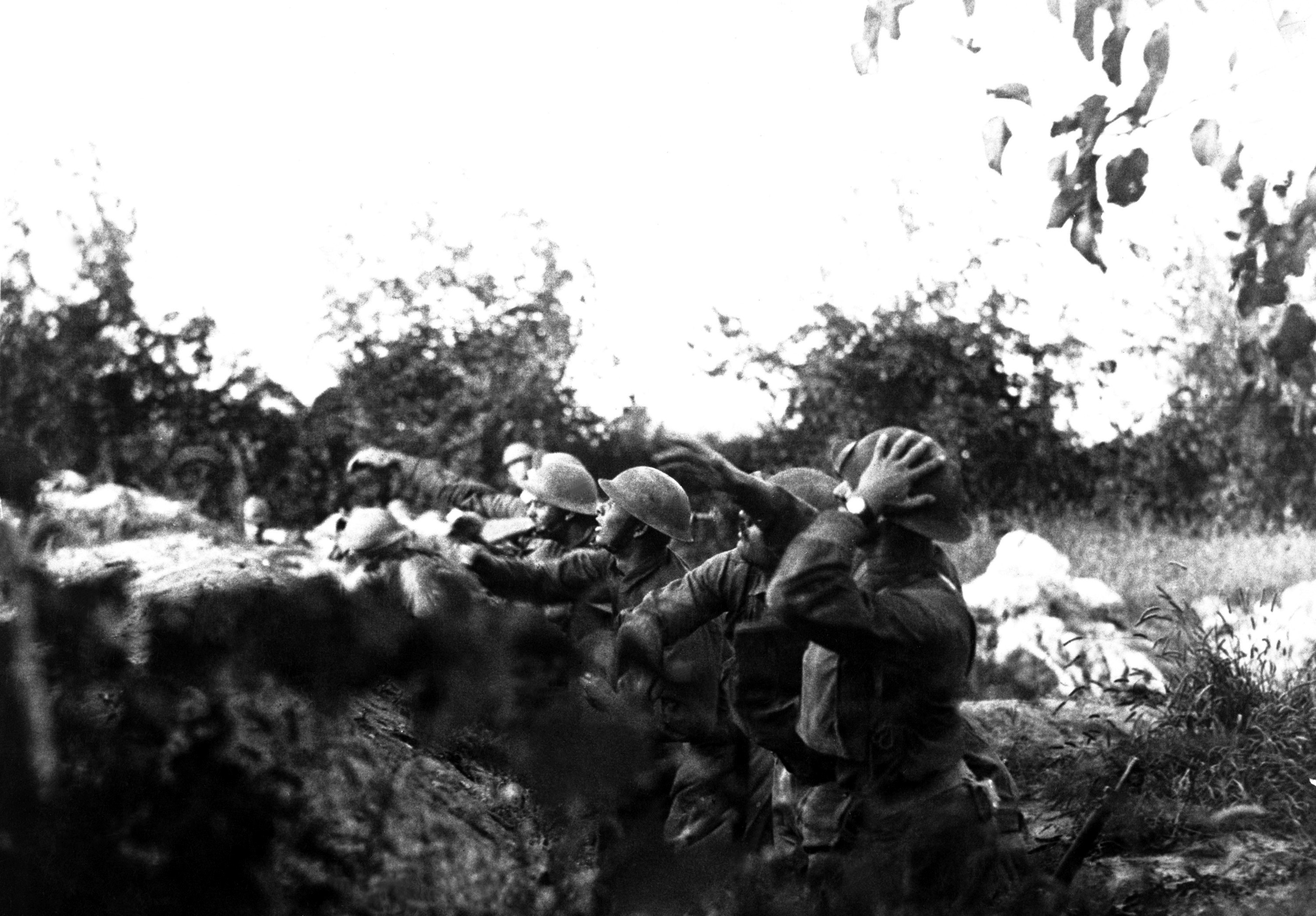
Quân đội Hoa Kỳ trong hầm hào.

Sau khi biết chắc rằng quân Áo sẽ tấn công vào 3 giờ sáng ngày 15 tháng 6, Armando Diaz hạ lệnh cho pháo binh Ý bắn phủ đầu vào đội hình địch lúc 2 giờ rưỡi. Đại bác Ý nã đạn cấp tập trên suốt mặt trận, nhiều quả đạn pháo rơi trúng ngay các đoạn chiến hào dày đặc quân lính, gây thương vong nặng nề cho quân Áo-Hung. Đòn bắn phản chuẩn bị này đã làm chậm cuộc tấn công của quân Áo trên một số khu vực vì binh sĩ ở đấy vội vã chuyển sang phòng ngự do nghĩ rằng quân Ý sẽ đánh phủ đầu trước. Tuy nhiên trên phần lớn mặt trận, quân Áo-Hung vẫn đồng loạt tiến quân như đã định. Đợt công kích đầu tiên được thực hiện bởi Boroević với một mũi đánh xuống phía Nam dọc theo bờ biển Adriatic và một mũi chọc vào trung lưu sông Piave. Quân Áo vượt sông Piave đã thành công trong việc chiếm giữ một bàn đạp có chiều dài 15 dặm và chiều sâu 5 dặm trước hỏa lực dày đặc của địch quân cho tới khi Boroević yêu cầu ngưng tấn công và hạ lệnh lui quân. Những ngày sau đó, quân Áo-Hung tiếp tục tấn công nhưng đạn pháo của Ý đã phá hỏng nhiều cây cầu và khiến các đội quân Áo vượt sông không thể nhận được viện binh cũng như tiếp tế. Thêm vào đó, dòng sông Piave rộng lớn đã cắt đứt một phần đáng kể quân Áo-Hung ở bờ Tây con sông và biến họ thành mồi ngon cho hỏa lực Ý. Ước tính có chừng 2 vạn quân Áo-Hung đã bị nước sông cuốn trôi khi cố rút lui về bờ Đông. Đến ngày 19 tháng 6, Diaz hạ lệnh cho quân Ý phản kích vào cạnh sườn của quân Áo-Hung và gây cho phía Áo-Hung những thiệt hại nặng nề.
Khi Boroević đang sa lầy ở sông Piave thì vào cùng ngày 15 tháng 6, Konrad cũng phát động tấn công vào phòng tuyến quân Ý ở phía Tây tại bình nguyên Asiago với mục tiêu chiếm Vicenza. Quân Konrad đã đánh chiếm được một số vùng đất nhưng nhanh chóng bị chặn đứng trước sự chiến đấu quyết liệt của viện quân Anh và Pháp; 40.000 người nữa lại được thêm vào danh sách thương vong của quân Áo-Hung. Sau trận đánh, Boroević đã phê phán kịch liệt chiến thuật của Konrad vì cho rằng khi thấy quân đội Áo-Hung đã mắc kẹt ở Vicenza, đáng nhẽ Konrad phải lập tức điều quân sang tăng viện cho khu vực Piave thay vì cứ ngoan cố tiếp tục tấn công với quân lực ngày càng bị hao mòn.
Mệt lả, thiếu hụt tiếp tế và đối mặt trước nguy cơ bị phản kích bởi xe tăng, hoàng đế Karl I đã đích thân nắm quyền chỉ huy vào ngày 20 tháng 6 và hạ lệnh lui quân. Kỷ cương của Quân đội Áo - Hung suy sụp, do mọi chiến sĩ cảm thấy họ đã không chiến đấu vì nước Áo, vì người Hungary hay là vì người Slavơ, mà lại là vì Đế chế Đức. Đến ngày 23 chiến tuyến trở lại điểm xuất phát và trận Piave kết thúc.

## Hệ quả
Sau khi quân Áo bị đánh lui, các tướng lĩnh phe Entente (nhất là Tướng Pháp Ferdinand Foch) đã ra sức thuyết phục quân Ý tiếp tục truy kích và tiến tới đánh tan hoàn toàn quân Áo. Tuy nhiên Armando Diaz nhận ra rằng kiểu chiến thuật mà ông áp dụng tại sông Piave đã khiến cho quân Ý không thể nhanh chóng tấn công quân Áo ngay được: các đơn vị Ý lúc đó đã tản mát và trộn lẫn quá mức để có thể được phối hợp tốt cho một đợt công kích mạnh. Thêm vào đó, nếu cố vượt sông thì người Ý cũng sẽ gặp phải các vấn đề hậu cần tương tự như quân Áo. Chính vì vậy, trong thời gian tới quân Ý chỉ mở các cuộc công kích nhỏ lẻ và tập trung tăng cường lực lượng nhằm chuẩn bị cho một đòn đánh mạnh trong tương lai.
Về phía Áo-Hung, trận sông Piave là chiến dịch tấn công lớn cuối cùng của quân Áo. Mặc dù quân Ý và các đồng minh cũng chịu thiệt hại đáng kể (bị bắt khoảng 5 vạn người), nhưng các đợt tấn công của quân Áo-Hung đã hoàn toàn bị bẻ gãy với thương vong rất lớn. Thất bại chiến lược này là một đòn đánh nặng vào tinh thần và sự đoàn kết của quân Áo-Hung cũng như mang lại nhiều hậu quả lớn cho nền chính trị của một đất nước đang kiệt quệ vì chiến tranh. Trận Piave cũng đánh dấu chấm hết cho quân đội Áo dưới tư cách là một lực lượng chiến đấu hữu hiệu và mào đầu quá trình sụp đổ của bản thân đế quốc Áo-Hung mà đoạn kết của nó sẽ đến khi thảm họa Vittorio Veneto xảy ra bốn tháng sau đó.

## Trong văn hóa đại chúng
Người dân Ý hiện nay có hai khẩu hiệu thông dụng liên quan đến chiến thắng ở Piave được viết trên tường của một ngôi nhà đổ nát ở nông thôn: "E' meglio vivere un giorno da leone che cent'anni da pecora" ("Thà sống một ngày như là một con sư tử còn hơn là sống trăm năm như một con cừu.") và "Tutti eroi! O il Piave o tutti accoppati" ("Mọi người chúng ta đều là anh hùng ! Một là đến được sông Piave, hai là tất cả sẽ bị giết."). Hai mẩu tường chứa các dòng chữ này được bảo quản trong một ngôi miếu thờ của quân đội ở Fagaré della Battaglia, một làng của San Biagio di Callalta.